# Pehr Henrik Lundgren

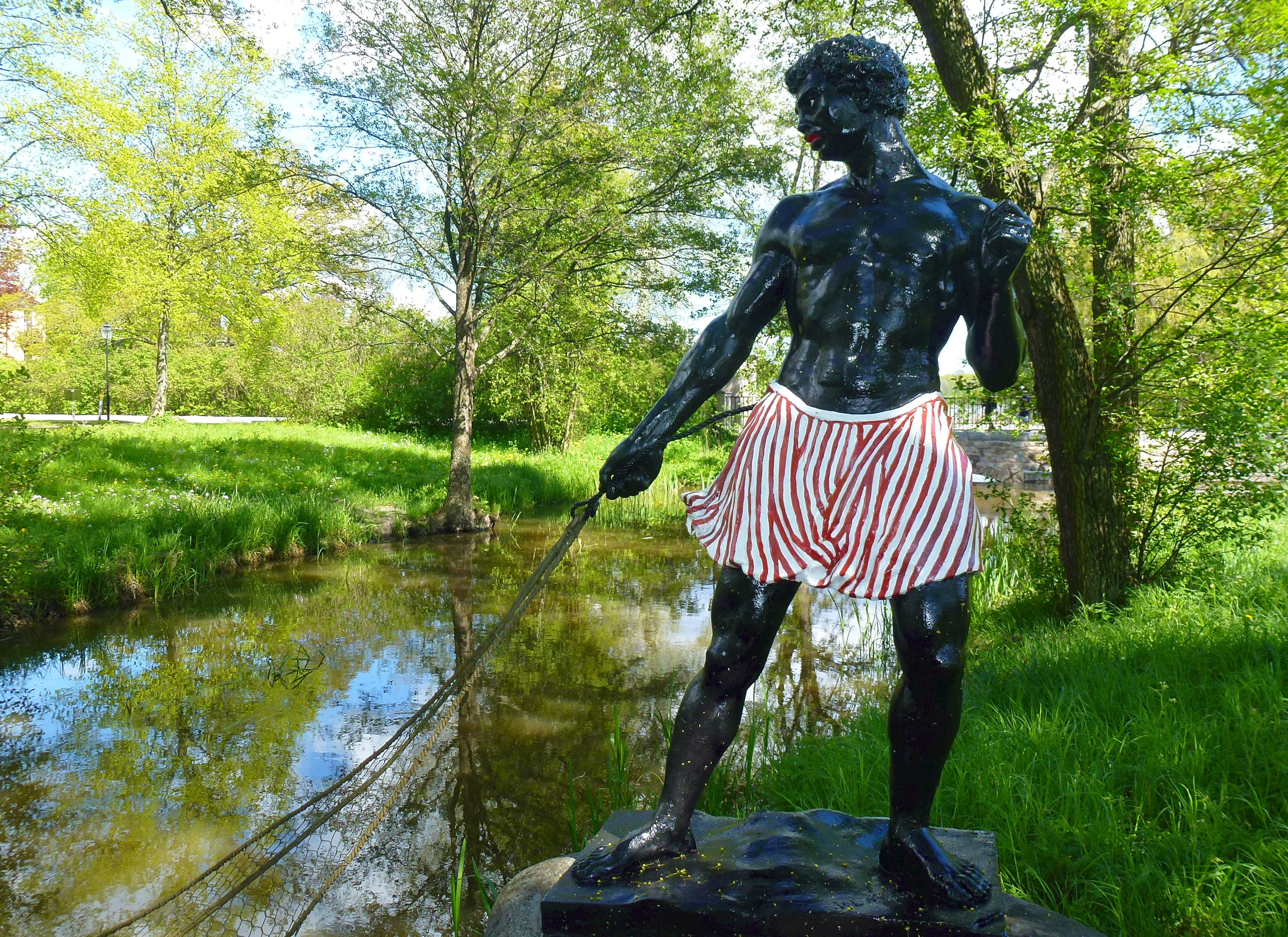
Nätdragande morian.

Pehr Henrik Lundgren, född den 22 juli 1824 i Stockholm, död där den 12 juni 1855, var en svensk medaljgravör. Han var son till Ludvig Lundgren.
Pehr Henrik Lundgren fick sin utbildning hos fadern och Johan Niclas Byström. Hans stil skilde sig från faderns genom en frisk, något kantig formgivning. Efter Carl Gustaf Qvarnströms modeller utförde Lundgren, ofta i rätt hög relief, medaljer bland annat över Oscar I:s och Josefinas kröning samt medaljer över Magnus Brahe, Erik Gustaf Geijer, Jacob Berzelius, och Jenny Lind. Till hans arbeten hör även skulpturgruppen Nätdragande morianer i Ulriksdals slottspark, som han skapade 1845 och ursprungligen stod i Hagaparken.